# Miguel Morayta
Miguel Morayta Martínez (Villahermosa, 15 agosto 1907 – Città del Messico, 19 giugno 2013) è stato un regista e sceneggiatore spagnolo naturalizzato messicano.

## Biografia
Allo scoppio della Guerra civile spagnola era un ufficiale d'artiglieria che si iscrisse al partito repubblicano. 
Dopo la vittoria di Francisco Franco nella guerra civile spagnola partì in esilio in Francia, che lasciò poi per l'Africa, fino ad arrivare  a Veracruz in Messico nel 1941, poi si trasferì a Città del Messico.
Massone, con Emilio Menéndez Pallarés fondò il Gran Oriente Español (GOE), fusione del  el Gran Oriente de España (GOdE) col Gran Oriente Nacional de España (GONE), con sede a Madrid, del quale fu Gran maestro.
Girò 74 film tra il 1944 e il 1978. È considerato uno dei registi dell'epoca del cinema d'oro messicano.
È scomparso nel 2013 all'età di 105 anni.

## Filmografia

### Regista
- La hermana impura (1947)
- Amor perdido (1950)
- El mártir del calvario (1952)
- Dos mundos y un amor (1954)
- El secreto de mi mujer (1954)
- Limosna de amores (1955)
- El médico de las locas (1956)
- La venenosa (1957)
- Amor se dice cantando (1958)
- Dos tontos y un loco (1961)
- El vampiro sangriento (1962)
- ¡Ay Jalisco, no te rajes! (1964)
- Los reyes del volante (1965)
- El falso heredero (1966)
- Detectives o ladrones (1967)
- Dos gemelas estupendas (1968)
- La guerrilla de Villa (1969)
- La princesa Hippie (1969)
- Las tres magnificas (1970)
- Juan el desalmado (1970)
- Capulina contra los monstruos (1973)
- El sonambulo (1974)
- Laberinto de pasiones (1975)
- Los amantes frios (1978)

### Sceneggiatore
- Diario de una mujer (1944)
- Una sombra en mi destino (1944)
- Pena, penita, pena (1953)
- Limosna de amores (1955)
- El falso heredero (1966)
- El robo de las momias de Guanajuato (1972)

### Produttore
- Hipócrita (1949)
- Vagabunda (1950)
- Salón de baile (1951)